# Dayah Andeue
Dayah Andeue is een bestuurslaag in het regentschap Pidie van de provincie Atjeh, Indonesië. Dayah Andeue telt 634 inwoners (volkstelling 2010).